# Pedra do Ingá
La Pedra do Ingá és actualment un dels monuments arqueològics més significatius del món. És al municipi d'Ingá, a l'interior de l'estat brasiler de Paraíba.
És un conjunt de gravats en una roca llarga de 24 m i 3 m d'alta.

## Ubicació
La Pedra do Ingá és a l'estat de Paraíba, a Brasil.

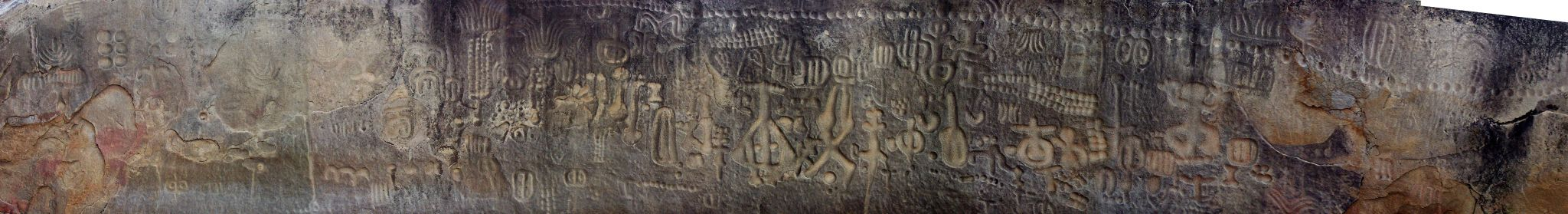
Pedra do ingá

```
7°19'31.01"S 35°35'6.65"W
```

## Descripció
En la Pedra do Ingá hi ha més de 400 gravats, alguns de zoomorfs, altres representen signes abstractes i altres representen estels.

## Interpretació
Un dels investigadors més notables que estudià la Pedra do Ingá fou el brasiler d'origen italià Gabriele D'Annunzio Baraldi. Al seu parer, la roca seria el relat del diluvi universal escrit en un idioma molt semblant a l'hittita, parlat en el II mil·lenni aC. a l'actual Turquia. Segons apunta l'investigador Yuri Leveratto, la hipòtesi de Baraldi podria ser real, i el missatge escrit a la Pedra do Ingá podria estar en nostràtic, l'idioma més antic de la humanitat.
Alguns autors pensen, per la relació amb els símbols cèltics, que els antics cartaginesos amb els seus aliats cèltics fugiren fins ací després de la derrota dels cartaginesos pels romans.

## La hipòtesi arqueoastronòmica
Hi ha una hipòtesi que proporciona als petròglifs d'Ingá una importància excepcional des del punt de vista arqueoastronòmic. El 1976 l'enginyer Francesc Pavia Alemany inicià un estudi matemàtic sobre aquest monument arqueològic, els primers resultats del qual els publicà al 1986 l'Institut d'Arqueologia Brasileira (Pavia Alemany F., 1986)
Aquest autor identificà a Ingá el més extraordinari registre arqueològic conegut de la variació de l'ortus solar durant tot l'any, materialitzat per una sèrie de “càpsules” i altres petròglifs gravats en la superfície vertical, que a manera de limbes graduats formarien un “calendari solar”, sobre el qual un gnòmon projectaria l'ombra dels primers raigs solars de cada dia. L'Agrupació Astronòmica de la Safor publicà el 2005 una síntesi d'aquest treball en el seu butlletí oficial Huygens Núm. 53 (Pavia Alemany F., 2005).
Posteriorment, F. Pavia se centrà en el registre d'una sèrie de signes gravats sobre la superfície rocosa del propi llit, on s'observen gran quantitat d'“astres” que es poden agrupar formant “constel·lacions”. Tant el registre de les “càpsules” com el de les “constel·lacions” donen a Ingá un gran valor, però la coexistència de tots dos al mateix jaciment li atorga una importància arqueoastronòmica excepcional.
El 2006 l'egiptòleg i arqueoastrònom José Lull coordinà la publicació de Treballs d'arqueoastronomia, exemples d'Àfrica, Amèrica, Europa i Oceania, compendi de tretze articles elaborats per prestigiosos arqueoastrònoms. Entre aquests articles s'inclou “El conjunt arqueoastronòmic d'Ingá”, en què s'exposa l'estudi dels dos conjunts esmentats i les raons que justifiquen qualificar Ingá d'un excepcional monument arqueoastronòmic.